# Аллея Академика Лихачёва
Аллея Академика Лихачёва — аллея в Выборгском районе Санкт-Петербурга. Проходит от улицы Орбели до Болотной улицы.

## История
Изначально называлась Лесной улицей (Название известно с 1887 года). 15 мая 1965 года название было упразднено, а 17 мая 2006 года аллея получила современное название в память о Дмитрии Сергеевиче Лихачёве.

## Транспорт
Ближайшая станция метро — «Площадь Мужества».

## Пересечения
- улица Орбели
- Институтский проспект
- Болотная улица

## Достопримечательности
- Сад Серебряный пруд
- Сквер Академика Лихачёва